# 주장 (스포츠)
주장(主將)은 여러 명이 팀을 이루는 운동 종목에서 한 팀을 대표하는 선수이자 경기 도중 작전을 지시할 수 있는 사람을 의미한다. 또한 주장은 하나의 팀에서 선수를 대표하는 사람이기도 하다. 물론 하나의 스포츠 팀은 감독이 총괄하지만 감독이 부재중이거나 선수들끼리의 위계질서를 잡아야 할 경우에 주장이 팀을 총괄하기도 한다. 또한 주장의 가장 중요한 일 중에 하나가 훈련 시 감독을 보좌하는 것이다. 그렇기 때문에 주장은 같은 선수들 사이에서 존경의 대상이 된다.
주장은 각종 스포츠마다 역할이 조금씩 차이는 있지만 해당 팀의 선수 대표로서 선수들 사이의 위계질서를 관리하는 역할은 공통적인 주장의 역할이다. 보통 가장 실력이 뛰어나거나 가장 지도능력이 뛰어나거나 가장 연장자가 주장을 담당한다. 최연장자도 주장으로서의 자격이 되기 때문에 축구의 경우 선수로서의 활동기간이 가장 긴 골키퍼가 주장을 하는 경우도 빈번하다.

## 같이 보기
- 주장 (축구)
- 주장 (크리켓)
- 주장 (아이스하키)